# Краснопёрый луциан
Краснопёрый луциан, или длиннопёрый луциан (лат. Lutjanus erythropterus), — вид лучепёрых рыб из семейства луциановых. Распространены в Индо-Тихоокеанской области. Максимальная длина тела 81,6 см.

## Описание
Тело веретенообразное, умеренно высокое, его высота укладывается 2,5—3,0 раз в стандартную длину тела. Рыло длинное и немного заострённое. Рот относительно небольшой. Верхний профиль головы немного скошен. Предглазничная кость узкая, её ширина меньше диаметра глаза. Предглазничные выемка и выпуклость развиты слабо. Длина верхней челюсти меньше расстояния между основание последних лучей спинного плавника и лучами анального плавника. Есть зубы на сошнике и нёбе; язык без зубов; на сошнике зубы расположены в форме треугольника или полумесяца без срединного выступа. На первой жаберной дуге 18—19 жаберных тычинок, из них 13—14 на нижней части (включая рудиментарные). В спинном плавнике 10 жёстких и 12—14 мягких лучей. В анальном плавнике 3 жёстких и 8—9 мягких лучей. Задний край спинного и анального плавников закруглённый. В грудных плавниках 16—17 мягких лучей, окончания плавников доходят до анального отверстия. Хвостовой плавник немного вогнутый. Над боковой линией ряды чешуй проходят косо к боковой линии.
Общая окраска головы, тела и плавников от розовой до красной. У молоди ото рта до начала основания спинного плавника проходит широкая косая полоса чёрного цвета. У основания хвостового плавника расположено большое чёрное пятно, часть с узкими красными полосками.
Максимальная длина тела 81,6 см, обычно до 45 см.

## Биология
Морские бентопелагические рыбы. Обитают у скалистых и коралловых рифов над песчаными и каменистыми грунтами на глубине от 5 до 100 м. Питаются рыбами, ракообразными, головоногими и другими донными беспозвоночными. Охотятся преимущественно в ночные часы. Молодь встречается в мелководных эстуариях над песчаными, илистыми и песчано-щебнистыми грунтами.
Самки краснопёрого луциана впервые созревают при длине тела 25—30 см, а самцы — при длине тела 24 см; 50 % самок в популяции созревают при длине тела 35—37%, а 50% самцов — при длине тела 27—28 см. У берегов Австралии нерестятся круглогодично с пиком в июле — декабре. Абсолютная плодовитость достигает 676 тысяч ооцитов.
Максимальная продолжительность жизни 42 года.

## Ареал
Широко распространены в Индо-Тихоокеанской области от Австралии и Новой Гвинеи до Оманского залива. В западной части Тихого океана встречаются до Японии.

## Взаимодействие с человеком
Имеют промысловое значение на всём протяжении ареала. Ловят ярусами и донными тралами. Реализуются в свежем, охлаждённом и замороженном виде. Международный союз охраны природы присвоил этому виду охранный статус «Вызывающий наименьшие опасения».